# Bifidobacterium breve
Espèce
Bifidobacterium breve est une espèce de bactéries anaérobies de la famille des Bifidobacteriaceae, de type actinobactérie, qui colonise principalement le gros intestin des nourrissons.

## Publication originale
- (de) G. Reuter, « Vergleichenden Untersuchung über die Bifidus-Flora im Säuglings- und Erwachsenenstuhl », Zentralblatt für Bakteriologie, Parasitenkunde, Infektionskrankheiten und Hygiene. Abteilung I, vol. 191,‎ 1963, p. 486-507.